# Manual para señoritas
Manual para señoritas fue una serie de televisión por internet española de drama de época y comedia romántica creada por Gema R. Neira y María José Rustarazo para Netflix. Estuvo producida por Bambú Producciones y protagonizada por Nadia de Santiago y Álvaro Mel. Se estrenó en Netflix  el 28 de marzo de 2025.
Aunque en un principio había una segunda temporada en desarrollo, en mayo de 2025 Netflix anunció la cancelación de Manual para señoritas tras una sola temporada.

## Reparto

### Principal
- Nadia de Santiago como Elena Bianda
- Álvaro Mel como Santiago Torres
- Isa Montalbán como Cristina Mencía
- Zoe Bonafonte como Sara Mencía
- Iratxe Emparán como Carlota Mencía
- Itziar Manero como Adela "Adelita"
- Paula Usero como Josefina
- María Caballero como Alicia Casas
- Candela Pradas como Esther Zapico de Orbe
- Teresa de Mera como Alba Ibáñez de Senovilla
- Iván Lapadula como Eduardo Espinosa de Monier
- Daniel Ibañez como Daniel Monsalve
- Nicolás Illoro como Lázaro
- Notan Sigueros como Camilo Keita

- Carloto Cotta como Gabriel de Bayona Silva

con la colaboración especial de
- María Barranco como Doña Paquita
- Gracia Olayo como Doña Angustias
- Tristán Ulloa como Don Pedro Mencía

## Capítulos
| N.º | Título                                   | Dirigido por            | Escrito por                                                                              | Fecha de lanzamiento original |
| --- | ---------------------------------------- | ----------------------- | ---------------------------------------------------------------------------------------- | ----------------------------- |
| 1   | «Lección 1: Prohibido enamorarse»        | Carlos Sedes            | Gema R. Neira, María José Rustarazo, Salvador S. Molina, Paula Fernández y Curro Serrano | 28 de marzo de 2025           |
| 2   | «Lección 2: No contar mentiras»          | Carlos Sedes            | Gema R. Neira, María José Rustarazo, Salvador S. Molina, Sara Alquézar y Ricardo Jornet  | 28 de marzo de 2025           |
| 3   | «Lección 3: El pasado, pasado está»      | Carlos Sedes            | Gema R. Neira, María José Rustarazo, Salvador S. Molina y Sara Alquézar                  | 28 de marzo de 2025           |
| 4   | «Lección 4: Alejar la tentación»         | Claudia Pinto Emperador | Gema R. Neira, María José Rustarazo, Salvador S. Molina y Sara Alquézar                  | 28 de marzo de 2025           |
| 5   | «Lección 5: No traicionar a tu señorita» | Claudia Pinto Emperador | Gema R. Neira, María José Rustarazo, Salvador S. Molina y Sara Alquézar                  | 28 de marzo de 2025           |
| 6   | «Lección 6: Tus deseos no son prioridad» | Carlos Sedes            | Gema R. Neira, María José Rustarazo, Salvador S. Molina y Sara Alquézar                  | 28 de marzo de 2025           |
| 7   | «Lección 7: Mantener las buenas formas»  | Carlos Sedes            | Gema R. Neira, María José Rustarazo, Salvador S. Molina y Sara Alquézar                  | 28 de marzo de 2025           |
| 8   | «Lección 8: Hacer feliz a tu señorita»   | Carlos Sedes            | Gema R. Neira, María José Rustarazo, Salvador S. Molina y Sara Alquézar                  | 28 de marzo de 2025           |

## Producción
El 26 de enero de 2024, Netflix anunció que había comenzado el rodaje de la serie de época Manual para señoritas, la cual estaría producida por Bambú Producciones. Nadia de Santiago y Álvaro Mel fueron anunciados como los actores protagonistas de la serie. En junio de 2024, Netflix confirmó al inicio que estaba desarrollando una segunda temporada de la serie, la cual ya estaba en una etapa avanzada. Sin embargo, en mayo de 2025, Netflix anunció que la serie finalmente había sido cancelada después de una sola temporada.

## Lanzamiento y marketing
El 18 de febrero de 2025, Netflix lanzó el primer avance y programó su estreno en la plataforma para el 28 de marzo de 2025.